# 長野電気鉄道デハ100形電車
長野電気鉄道デハ100形電車（ながのでんきてつどうデハ100がたでんしゃ）は、長野電鉄の前身事業者である長野電気鉄道が、1926年（大正15年）に導入した電車（制御電動車）である。
本項では、同形の荷物合造車デハニ200形、および長野電鉄となったのちに新製され、前掲2形式の増備形式として位置付けられるモハ110形・モハニ210形の各形式についても併せて記述する。

## 概要
1926年（大正15年）6月の須坂 - 権堂間の開業に備え、同年5月に汽車製造東京支店においてデハ100形101・102の2両、および同年5月から12月にかけてデハニ200形201 - 204の4両、計6両が新製された。両形式は長野電気鉄道が保有する初の電車であり、いずれも構体主要部分を普通鋼製とした半鋼製車体を備えるが、製造時期が鉄道車両の構体が木造から鋼製へ切り替わる黎明期
であったことから、リベット組立工法を多用した曲面の少ない無骨な外観と、床下に木造車の必須装備であったトラスロッドを備える点が特徴である。
なお、デハニ200形は長野電気鉄道のほか、同じく長野電鉄の前身事業者である河東鉄道との共同発注で汽車製造へ発注しており、両社で2両ずつ導入する予定であった。先に長野電気鉄道発注分であるデハニ201・202が1926年（大正15年）5月に落成したが、諸事情により同2両は河東鉄道発注分と振り替えられて河東鉄道の保有車両となった。遅れて同年12月に本来の河東鉄道発注分であるデハニ203・204が長野電気鉄道向けに落成したものの、同年9月30日付で長野電気鉄道は河東鉄道に吸収合併され、河東鉄道も合併に際して長野電鉄と社名変更したことから、同2両は長野電鉄へ納入されたという、同一形式ながら異なる経歴を有する。
その後、デハニ200形203・204は1929年（昭和4年）1月に勾配線区における運用対策として発電制動機能を追加し、デハニ250形251・252と別形式に区分された。さらに同年6月に実施された車両記号改訂に伴って、デハ100形・デハニ200形・デハニ250形はモハ100形・モハニ200形・モハニ250形と車両番号（以下「車番」）はそのままに記号のみが変更された。
1933年（昭和8年）に前述2形式の改良型であるモハ110形111、およびモハニ210形211の2両が、同じく汽車製造東京支店において同年4月に落成した。側面窓配置などは前述2形式の基本設計を踏襲したが、7年間の技術的進歩によって溶接工法の採用によるリベットの減少や、隅柱部などが曲面処理されていること、床下トラスロッドの廃止など各部に差異を有する。なお、同2両の主要機器は従来在籍した木造電動車より転用したものを搭載した。
以上の5形式・計8両は戦前から戦後間もなくにかけて長野電鉄における主力車両として運用され、1980年（昭和55年）まで在籍した。

## 仕様

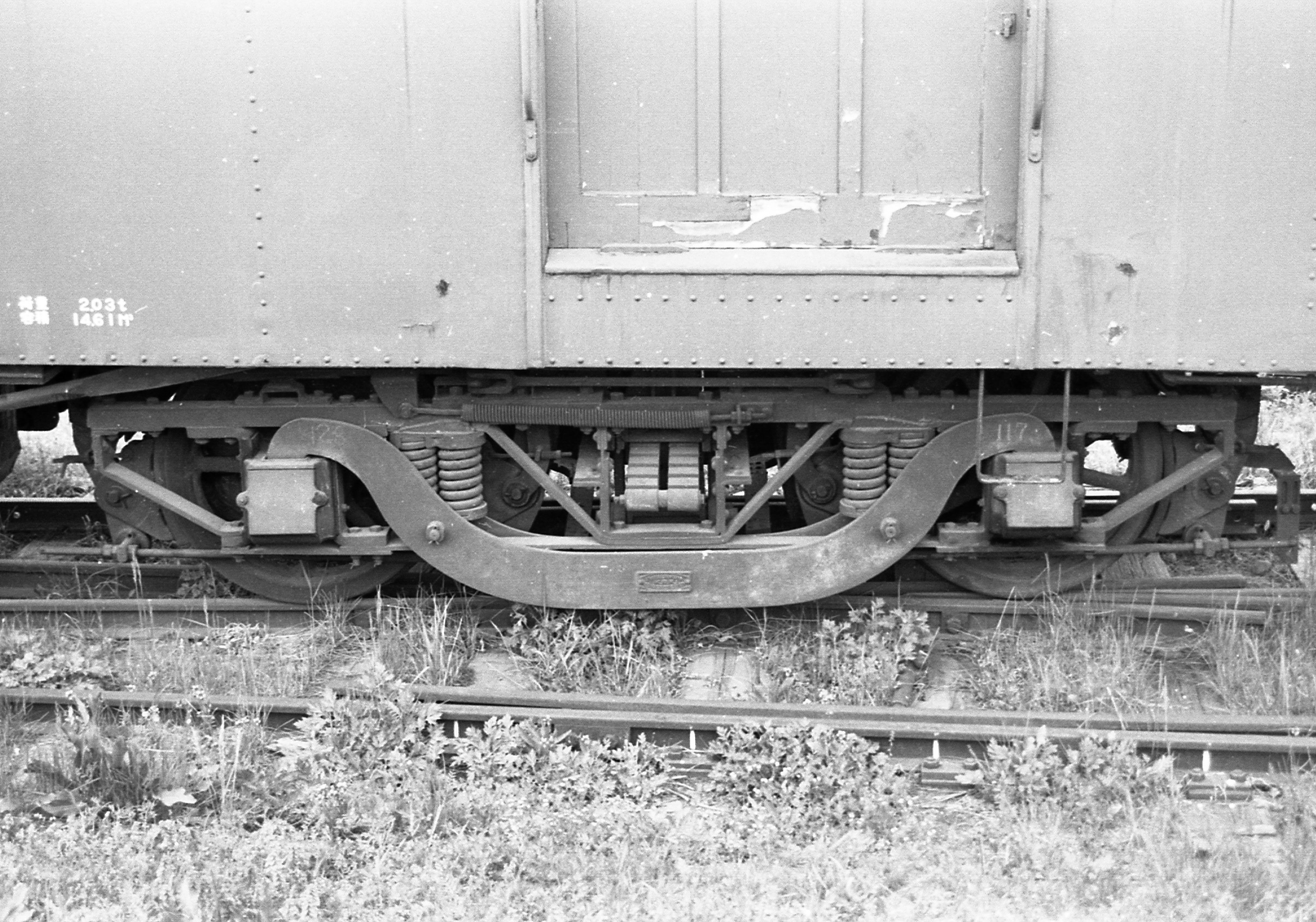
デハニ201の装着する汽車製造BW-A台車（小布施駅構内 1988年5月）

前述の通り、各形式とも構体主要部分を普通鋼製とした半鋼製車体を備え、前後妻面に運転台を備える両運転台仕様である。
側面にはやや腰高な位置に設置された一段落とし窓方式の側窓を有し、モハ100形・モハ110形は片側3箇所915mm幅の客用扉を備え、荷物合造車各形式は片側2箇所に設置された同寸法の客用扉のほか、下り側車端部に荷物室および荷物用扉を備える。側面窓配置はモハ100形・モハ110形が1D8D8D1、荷物合造車各形式が1D8D6B2（D：客用扉、B：荷物用扉）であるが、モハ100形・モハニ200形・モハニ250形は窓間柱の太さが不均等であるのに対し、モハ110形・モハニ210形においては窓間柱の太さが均等に改められた点が異なる。
制御方式はウェスティングハウス・エレクトリック (WH) 社が開発した電空単位スイッチ式の間接非自動制御で統一されている。
主電動機はウェスティングハウス・エレクトリック製の直流直巻電動機WH-556-J6（端子電圧750V時定格出力75kW）を1両当たり4基搭載する。駆動方式は吊り掛け式、歯車比は4.56 (73:16) である。
台車はボールドウィン・ロコモティブ・ワークス (BLW) 社開発のボールドウィンA形台車を原設計として、汽車製造において製造された形鋼組立形釣り合い梁式台車BW-Aを装着する。固定軸間距離は2,134mm、車輪径は864mmである。
制動装置は構造の簡易な直通ブレーキに連結運転時の安全対策として非常弁を付加したSME直通ブレーキを採用した。
なお、間接非自動制御・WH-556-J6主電動機（歯車比4.56）・SME直通ブレーキという組み合わせは後の長野電鉄に在籍する電車における標準仕様となり、戦後に落成したモハ1500形まで継承された。

## 運用

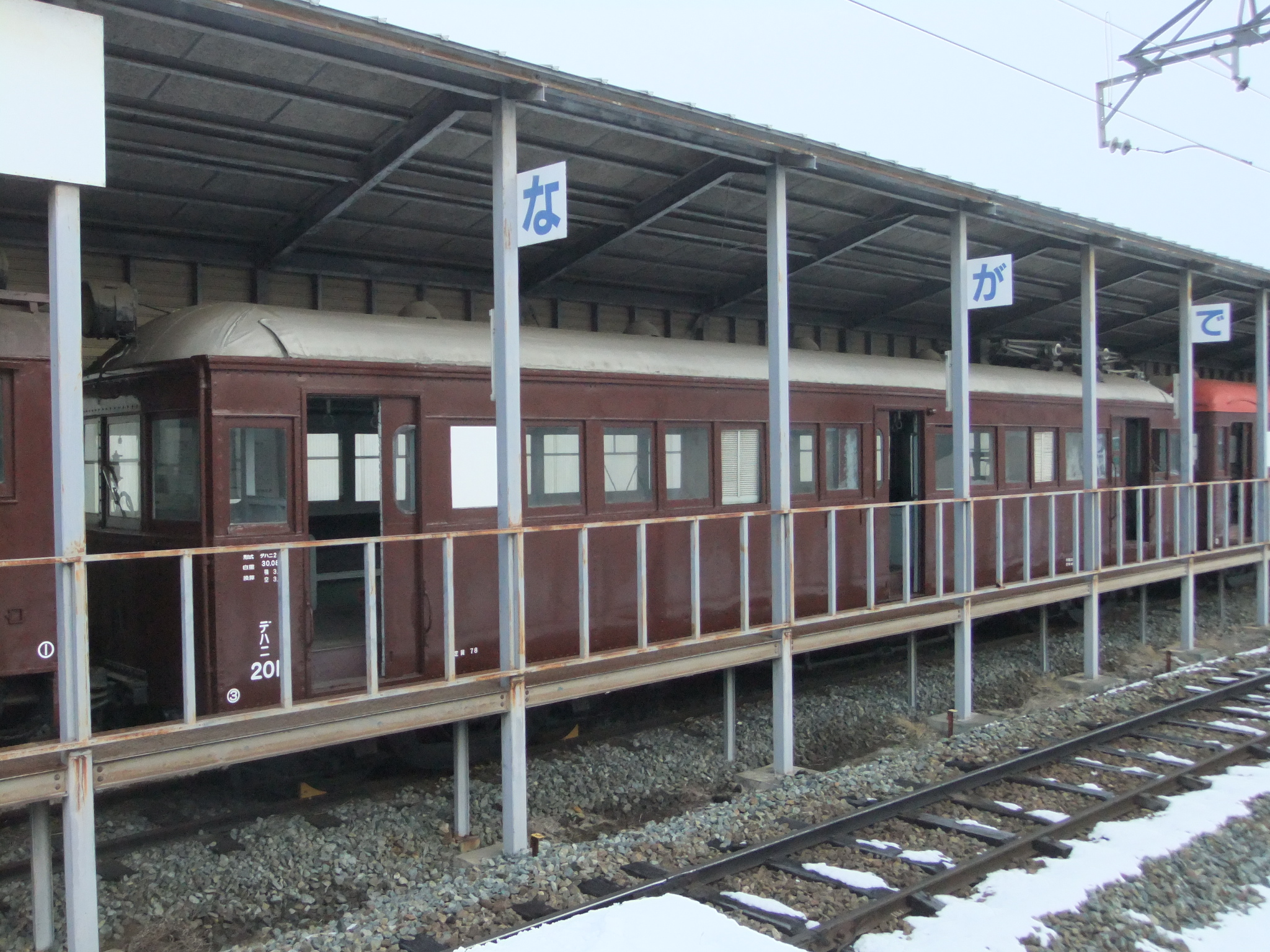
「ながでん電車の広場」において静態保存されるデハニ200形201（2012年1月）

戦後の1953年（昭和28年）に制定された新たな車番付与基準に則り、モハニ200形201・202はモハニ110形111・112と、モハニ250形251・252はモハニ510形511・512と、モハ110形111はモハ200形201とそれぞれ改称・改番された。なお、モハ100形101・102およびモハニ211形211については車番の変更は行われなかった。
その後、1958年（昭和33年）に天井の鋼板化が、1960年（昭和35年）に客用扉の鋼製プレス扉化および戸閉装置（ドアエンジン）新設による自動扉化などの改造が施工された。さらに後年、2000系D編成がマルーンとクリームの2色塗りで落成したことを契機として、長野電鉄における標準車体塗装がマルーンとクリームの2色塗りに改められたことから、全車とも従来の茶色1色塗りから順次塗装変更が実施された。
その他、1967年（昭和42年）にモハニ110形111・112はモハニ130形131・132と、モハニ211形211はモハニ231形231と、モハニ510形511・512はモハニ530形531・532と、荷物合造車各形式について形式称号・車番の10位をそれぞれ「3」に改める改番が実施された。
1970年代より開始された長野線の長野市内区間地下化工事の進捗に伴って、不燃化対策の観点から全車とも代替対象となり、モハ100形101が1977年（昭和52年）11月16日付で廃車となったことを皮切りに順次淘汰が進行、最後まで残存したモハニ130形131が1980年（昭和55年）4月21日付で廃車となって、本項にて扱う全形式は形式消滅した。
廃車後の各車両は大半が解体処分されたものの、モハ100形102・モハ200形201の2両が上田交通へ譲渡されたほか、最後まで残存したモハニ130形131が車体表記を落成当時のデハニ201に改め、1990年（平成2年）より小布施駅構内に新設された「ながでん電車の広場」にて静態保存されたが、2000系D編成保存のため2012年（平成24年）に信濃川田駅跡に移動、2014年（平成26年）10月に安曇野ちひろ公園に開設される「トットちゃん広場」で「電車の教室」として利用するため北安曇郡松川村に再移動し、2016年（平成28年）7月から公開されている。

## 上田交通への譲渡車両

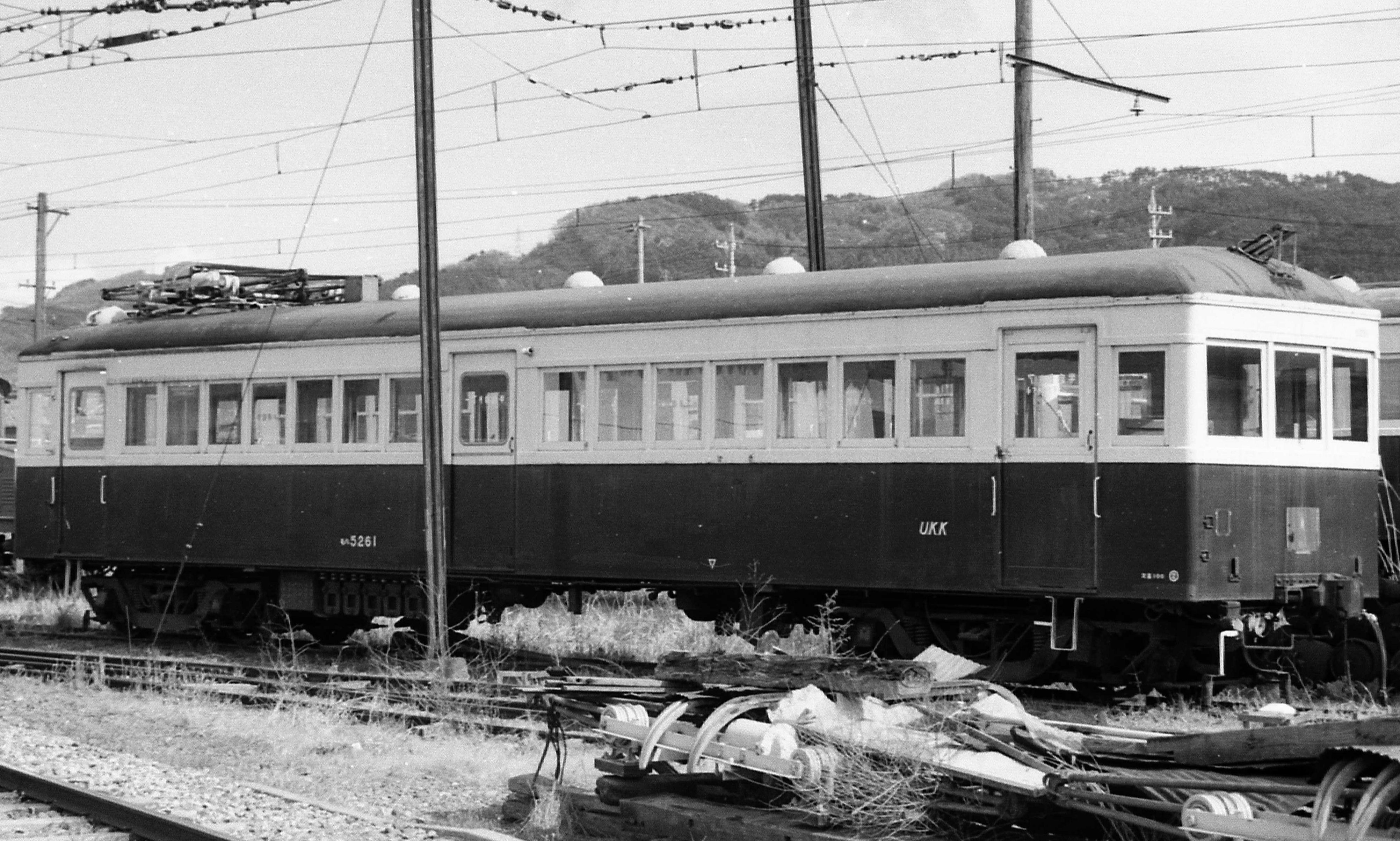
上田交通モハ5261
廃車後上田原電車区跡にて

1978年（昭和53年）9月18日付で廃車となったモハ100形102・モハ200形201の2両は、廃車後上田交通へ譲渡され、モハ201は同年12月1日付でモハ5260形5261（2代）として竣功した。一方、モハ102は譲渡後1年余りの間保管されたのち、1980年（昭和55年）3月19日付で電装解除の上で制御車化され、クハ260形261（2代）として竣功した。導入に際しては車体塗装の上田交通標準塗装への塗り替えのほか、導入線区である同社別所線の架線電圧が長野電鉄各路線の1,500Vに対して750Vと異なることから降圧改造が施工された。
1986年（昭和61年）10月1日付で実施された別所線の架線電圧1,500V昇圧に際して、同2両は前日の9月30日をもって運用を離脱、昇圧当日の10月1日付で廃車となった。